# Glockenspielplatz

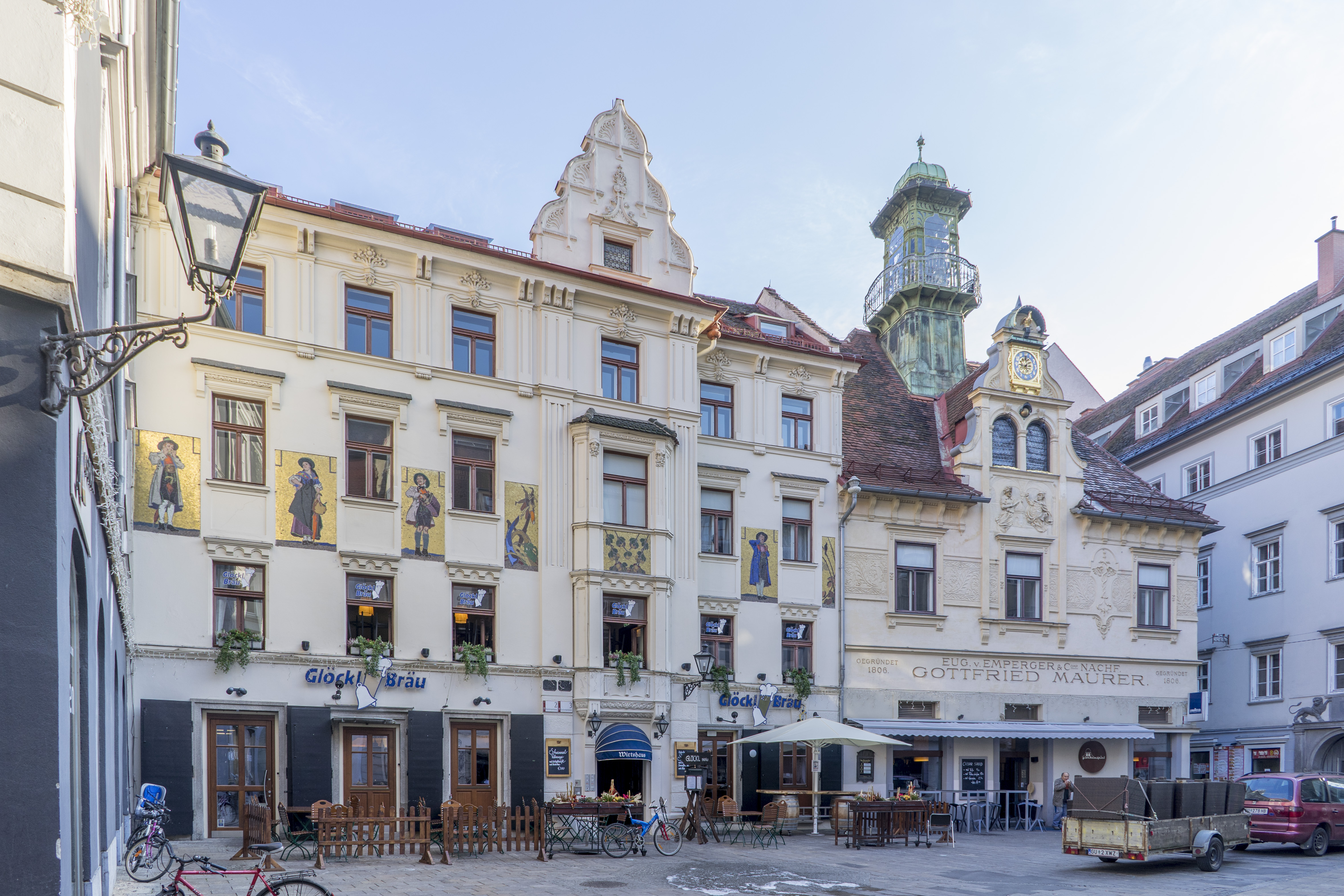
Blick von Westen über den Platz, das namensgebende Glockenspiel läutet im Turm rechts

Der Glockenspielplatz ist ein Platz in Graz. Er befindet sich im Bezirk Innere Stadt und damit im historischen Zentrum der Stadt. Der kleine Platz erhielt seinen Namen nach dem Grazer Glockenspiel, das seit 1905 dort erklingt.

## Entwicklung
Der Glockenspielplatz ist eine kleine, trapezförmige Fläche, die wohl schon im Mittelalter als Platz existierte. Die Substanz der heute bestehenden Häuser reicht bis in das 15. und 16. Jahrhundert zurück. Im Lauf seiner Geschichte wurden er und der unmittelbar benachbarte Mehlplatz oft einfach als Erweiterungen der vorbeiführenden Färbergasse gesehen und beide schlicht „Platzln“ (zeitgenössisch „Bläzl“ etc.) genannt. Ab Mitte des 18. Jahrhunderts lautete die Bezeichnung „Fliegenplatz“, vielleicht aufgrund seiner bescheidenen Größe. 1903 erhielt der Spirituosenfabrikant Gottfried Simon Maurer, Besitzer des Hauses Nr. 4, vom Gemeinderat die Erlaubnis, in seinem Haus ein Glockenspiel zu errichten. Es erklang am Heiligen Abend des Jahres 1905 zum ersten Mal und galt schnell als Grazer Attraktion. So entschied der Gemeinderat im Februar 1908, den als unschön empfundenen Namen „Fliegenplatz“ in „Glockenspielplatz“ zu ändern. Ebenfalls umbenannt wurde die benachbarte „Fliegengasse“ in „Glockenspielgasse“, diese trägt allerdings seit 1935 aus politischen Gründen den Namen „Abraham-a-Santa-Clara-Gasse“.
Durch die zahlreiche Bars und Restaurants in der Umgebung gilt der Glockenspielplatz heute als Teil des Grazer „Bermudadreiecks“, eines durch Kulinarik und reges Nachtleben charakterisierten Bereichs der Altstadt.

## Liste bedeutender Bauten und Denkmäler
Siehe auch die Liste der denkmalgeschützten Objekte in Graz/Innere Stadt.
| Name & Adresse                                                       | Bild | Kurzbeschreibung |
| -------------------------------------------------------------------- | ---- | --- |
| Wohn- und Geschäftshaus Glockenspielplatz 2 & 3                      |      | Hinter der einheitlich wirkenden Front verbergen sich zwei ältere Baukörper, die 1903 miteinander verbunden wurden. Bemerkenswert ist die Fassade mit sezessionistischen Motiven, insbesondere die Mosaike von Trachtenfiguren des Künstlers Bela Konrad. |
| Glockenspielhaus Glockenspielplatz 4 = Abraham-a-Santa-Clara-Gasse 4 |      | Das denkmalgeschützte Haus mit dem charakteristischen Zwerchgiebel, der vom Turm des Glockenspiels überragt wird, wurde 1596 als „Nürnbergerisches Heusl“ genannt. Von 1649 bis 1773 war es Eigentum des Jesuitenkollegiums („kleines Jesuitenhaus“), danach diente es von 1795 bis 1825 als k. k. Polizeidirektion. 1884 erwarb Gottfried Simon Maurer das Haus, er ließ zwischen 1903 und 1905 das Grazer Glockenspiel einbauen, zur selben Zeit entstand durch Friedrich Sigmundt und Georg Hönel die späthistoristisch/sezessionistische Fassade. |
| Palais des Enffans d’Avernas Glockenspielplatz 5 = Enge Gasse 1      |      | Das weitläufige, denkmalgeschützte Stadtpalais entstand in der Spätrenaissance an Stelle mehrere älteren Bauten, wurde jedoch barock überformt und um 1840 aufgestockt. Aus der Renaissance stammen unter anderem noch die Portale und der charakteristische Eckerker zum Glockenspielplatz hin. Bemerkenswert ist die für Graz einzigartige barocke Freitreppe aus der Zeit 1690–1697 im Innenhof. |
| Bürgerhaus Glockenspielplatz 6 = Enge Gasse 2                        |      | Das denkmalgeschützte Bürgerhaus mit geknickter glatter Fassade stammt aus dem 16. Jahrhundert, im Hof haben sich Arkadengänge aus der Renaissance erhalten. Die bemerkenswerte Sandstein-Nischenfigur (Maria mit dem Kind) entstand um 1720, sie wird Marx Schokotnigg zugeschrieben. |
| Ehem. Palais Galler Glockenspielplatz 7                              |      | Die denkmalgeschützte Anlage im Stil der Spätrenaissance wurde um 1640 von Katharina Elisabeth von Galler unter Einbeziehung eines spätgotischen Vorgängerbaues errichtet. Straßenseitig ist der spätgotischen Überhang erhalten, darüber wurde Ende des 18. Jhs. eine Fassade im Plattenstilangebracht. Bemerkenswert ist der Innenhof mit Arkadengängen und teilweise freigelegtem Sgraffitodekor. |